# 茫拉乡
茫拉乡，是中华人民共和国青海省海南藏族自治州贵南县下辖的一个乡镇级行政单位。

## 行政区划
茫拉乡下辖以下地区：
却旦塘村、克州村、都兰村、上洛哇村、下洛哇村、活然村、康吾羊村、郭拉村、吐鲁村、下江当村、麻格塘村、郭玉乎村和拉干村。